# On est tous des imbéciles
On est tous des imbéciles è il secondo singolo della carriera della cantautrice francese Mylène Farmer, pubblicato nel febbraio 1985. Ad oggi non appartiene a nessun album studio o compilation.
Il singolo è stato probabilmente il più grande flop della carriera della cantante. Prodotto interamente da Jérome Dahan, viene messo in commercio nel febbraio del 1985, dopo il discreto successo del precedente Maman a tort. Il 45 giri presenta come lato b una seconda traccia, L'annonciation. La traccia non convince e arriva a vendere a stento 40 000 copie. Il singolo non è stato accompagnato da video e non è mai stato presentato dal vivo dalla cantante.

## Versioni ufficiali
1. On est tous des imbéciles (Single Version) (3:50)
2. On est tous des imbéciles (Maxi Version) (6:20)